# Ngọc Hoàng Thượng đế

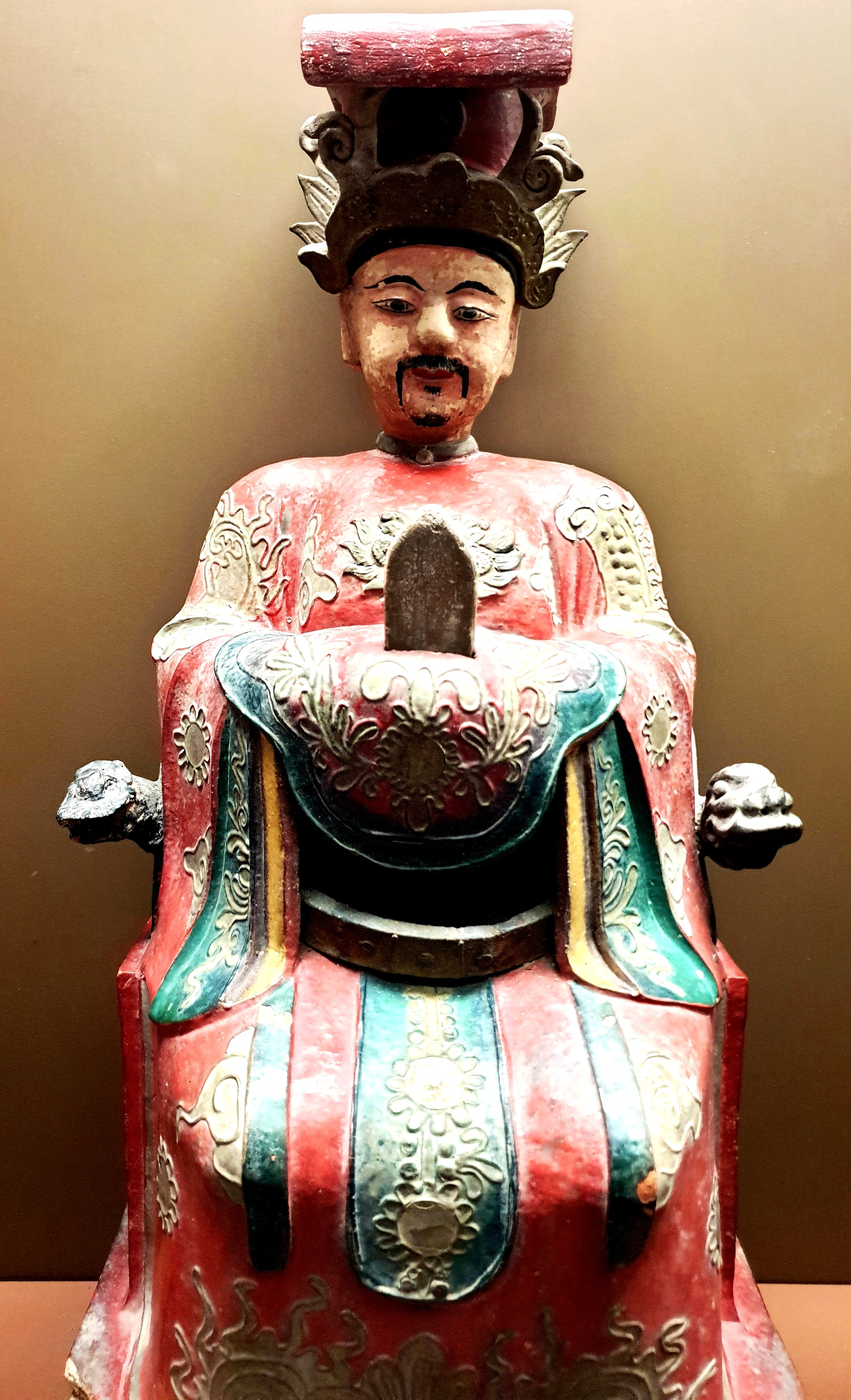
Tượng Ngọc Hoàng 玉皇, cổ vật thời nhà Nguyễn

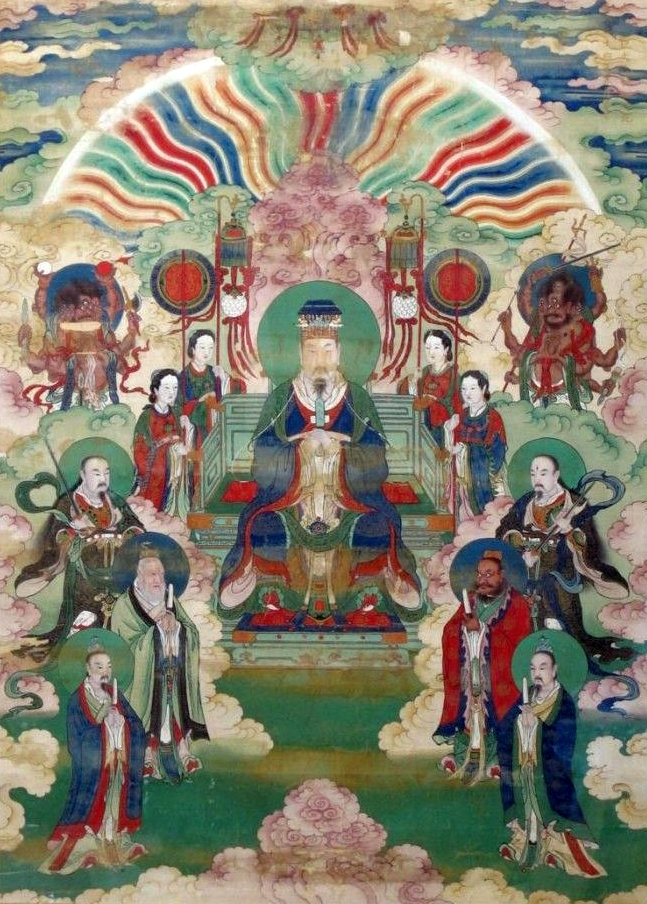
Chân dung đức Ngọc Hoàng Đại Đế 玉皇大帝

Ngọc Hoàng Thượng đế (chữ Hán: 玉皇上帝), cũng gọi Ngọc Hoàng Đại Đế (玉皇大帝), gọi tắt là Ngọc Hoàng (玉皇) hay Ngọc Đế (玉帝) hoặc Ông Trời (Chữ Nôm: 翁𡗶) là những danh hiệu nói đến vị vua tối cao của bầu trời, là chủ của vạn vật trong quan niệm tín ngưỡng của Đạo giáo tại Trung Quốc và tại Việt Nam, Triều Tiên.

## Việt Nam

### Trong dân gian
Trong đạo Mẫu của Việt Nam, Ngọc Hoàng được gọi là Vua cha Ngọc Hoàng, là cha của Thánh Mẫu Liễu Hạnh. Ngọc Hoàng được cho là ở và làm việc tại một cung điện trên trời gọi là Thiên Phủ, nơi có rất nhiều tiên nữ hầu hạ, và các thiên tướng, thiên binh canh gác.
Truyện dân gian Việt Nam kể con cóc lên cầu Ngọc Hoàng làm mưa. Ngọc Hoàng nhận lời rằng mỗi khi cóc gọi làm mưa xuống trần gian. Câu chuyện nổi tiếng khác là "Ngọc Hoàng và người học trò nghèo" thì lại ca ngợi quyền năng và sự công bằng của Ngọc Hoàng.
Nhà bác học Nguyễn Văn Huyên đã nhận xét: "Ông trời đối với người dân quê Việt Nam là nguồn gốc mọi sự sống và mọi lẽ công bằng. Đấy không phải là một vị thần trừu tượng và không thể hiểu. Người ta xem ông như một con người, vua của các vua. Ông có một triều đình, ông điều khiển tất cả cuộc sống trên trời và dưới đất. Ông trừng phạt kẻ xấu và ban thưởng người tốt".

### Di tích thờ Ngọc Hoàng

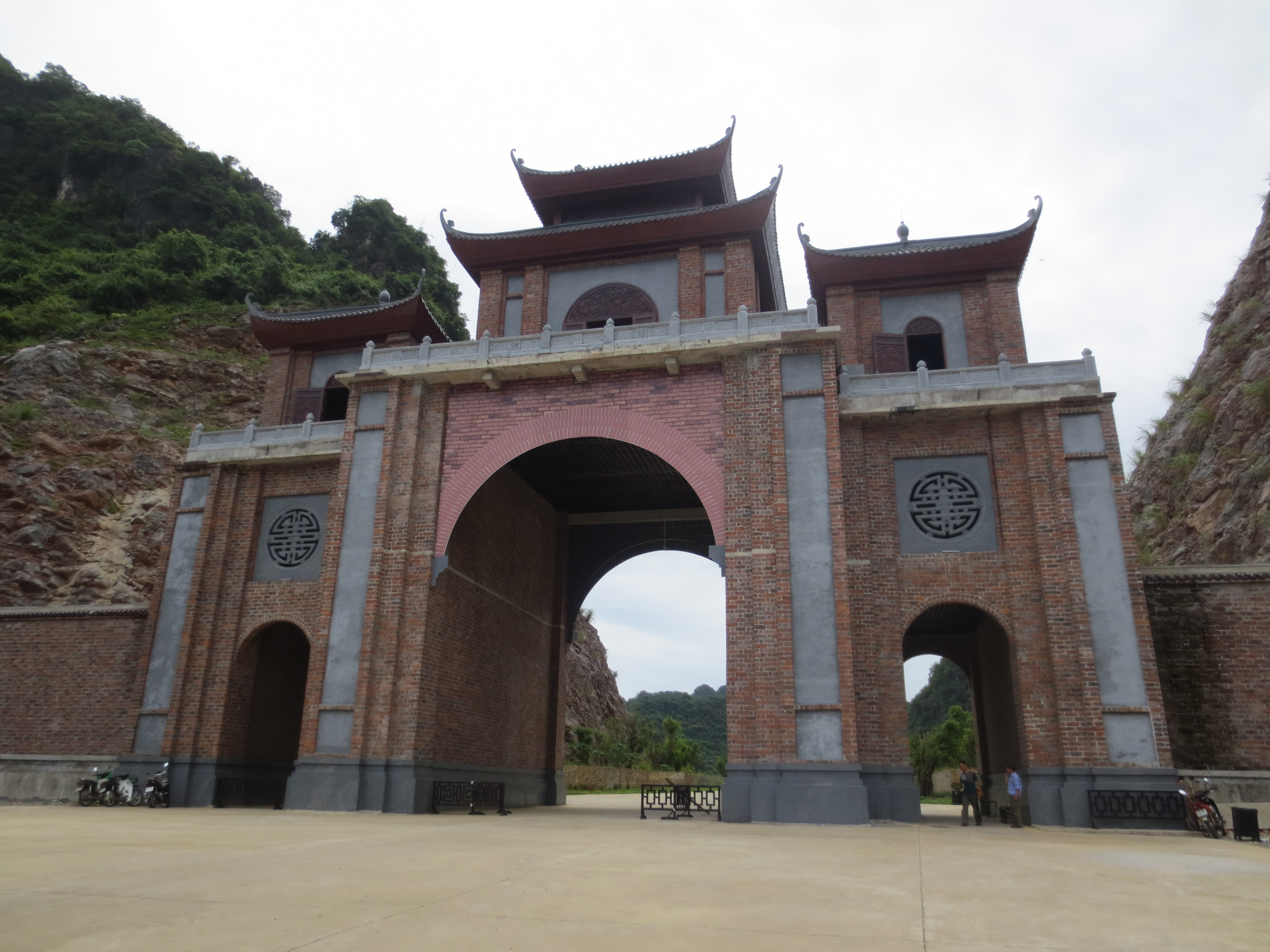
Đàn Kính Thiên Tràng An, nơi có tượng thờ Ngọc Hoàng trên tầng cao nhất của Thiên Đàn

Ở Việt Nam có các di tích sau đây thờ Ngọc Hoàng Thượng đế (chỉ thống kê nơi thờ chính, không tính việc phối thờ Ngọc Hoàng trong rất nhiều đền, chùa và điện thờ Mẫu Tam Phủ):
- Đền Đậu An tại thôn An Xá, xã An Viên, huyện Tiên Lữ, tỉnh Hưng Yên là nơi thờ Ngọc Hoàng Thượng đế cùng các thiên thần.[5]
- Điện Bồ Hong trên đỉnh núi Cấm thuộc xã An Hảo, huyện Tri Tôn, tỉnh An Giang.[6]
- Chùa Vân An ở thị trấn huyện Bảo Lạc, Cao Bằng thờ Ngọc Hoàng Thượng đế và Quan thế âm Bồ Tát với lễ hội Lồng Tồng hằng năm được tổ chức vào ngày mùng 9 tháng Giêng, ngày sinh của Ngọc Hoàng Thượng đế.[7]